# Београдска шесторка
Београдска шесторка је име групе од шест српских интелектуалаца ухапшених у Београду, у Југославији, 1984. године и оптужених за контрареволуционарну делатност.

## Чланови групе
- Миодраг Милић
- Милан Николић
- Драгомир Олујић
- Владимир Миљановић
- Гордан Јовановић
- Павлушко Имшировић

## Суђење
Суђење је одржано између 5. новембра 1984. и 4. фебруара 1985. године и било је значајно медијски покривено. Један од бранилаца био је Владимир Шекс.
Предмети против Николића, Милића и Олујића одвојени су од предмета других чланова групе. Осуђени су на затворске казне од једне до две године.